# Од сумрака до свитања
Од сумрака до свитања је амерички акциони хорор филм из 1996. који је режирао Роберт Родригез, а написао Квентин Тарантино по концепту и причи Роберта Курцмана. У главним улогама играју Харви Кајтел, Џорџ Клуни, Квентин Тарантино и Џулијет Луис. Радња прати америчке браћу криминалце (Клуни и Тарантино) који узимају породицу као таоце (Кајтел, Лиу и Луис) да би прешли у Мексико, али на крају се проналазе сами заробљени у салуну који посећују вампири.
Филм је објављен 17. јануара 1996. и добио је различите критике од критичара, који су филм описали као добро направљен, иако превише насилан. Након финансијског успеха на благајнама, Од сумрака до свитања је од тада постао култни филм и изнедрио медијску франшизу филмова наставака, видео игрица и других медијских адаптација.

## Радња
После низа насилних и крвавих пљачки, садистичка браћа Сет и Ричи Геко одлазе у Мексико да живе леп живот. Да би прешли границу, они киднапују Џејкоба Фулера, свештеника удовца, и његово двоје деце, Kејт и Скота. Након што пређу границу, они паркирају комби поред оронулог бара за камионџије, где Сет и Ричи треба да се нађу са локалним силеџијом. После неколико пића, они схвате да нису у обичном бару јер сви присутни убрзо почну да се претварају у зле и крволочне вампире. Уз врло мале шансе, Фулерови и браћа Геко се удружују у нади да ће успети да поразе ова ноћна створења.

## Улоге
| Глумац            | Улога                        |
| ----------------- | ---------------------------- |
| Харви Кајтел      | Џејкоб Фулер                 |
| Џорџ Клуни        | Сет Геко                     |
| Квентин Тарантино | Ричи Геко                    |
| Џулијет Луис      | Кејт Фулер                   |
| Ернест Лу         | Скот Фулер                   |
| Салма Хајек       | Сантанико Пандемонијум       |
| Чич Марин         | граничар / Чет Пуси / Карлос |
| Дени Трехо        | Чарли Оштрица                |
| Том Савини        | Секс Машина                  |
| Фред Вилијамсон   | Фрост                        |
| Мајкл Паркс       | тексашки ренџер Ерл Макгро   |

## Развој
Од сумрака до свитања је осмислио Роберт Курцман, који је унајмио Тарантина да напише сценарио као свој први плаћени задатак писања. Universal Pictures је првобитно сматрао Тарантинов сценарио за Од сумрака до свитања као наставак Прича из гробнице: Витез демон и други у предложеној филмској трилогији Приче из гробнице, али је на крају произвео још један вампирски филм, Крвави бордел.

## Производња
Склониште „Ел Реј“ у Мексику је позајмљено из „Бјекства “, крими романа Џима Томпсона из 1958. године.
Ерл Мекгроу је постао стални лик у Родригезовим и Тарантиновим делима, касније се појавио у филмовима Убиј Била, Планета терора и Отпоран на смрт. Пиво Chango  и пиштољ Sex Machine су референце на Родригезов филм Десперадо из 1995. године. Сет се такође враћа у хотел са Биг Кахуна хамбургерима, који су коришћени у Петпарачким причама и у Отпоран на смрт. Сет Геко такође каже стих „У реду, Рамблерс. Хајде да кренемо!", цитат из Тарантинових Уличних паса. Скотова декорација мајица гласи „Precinct 13“, референца на филм Џона Карпентера из 1976. „Напад на станицу 13“.

### Несиндикална посада
Као и код многих Родригезових филмова, Од сумрака до зоре је ангажовала продукцијска екипа која није синдикат, што је необично за продукцију са буџетом изнад 15 милиона долара.

## Издање
Од сумрака до свитања је светску премијеру имао 17. јануара 1996. Прве недеље, филм је зарадио 10.240.805 долара у Сједињеним Државама, што га чини филмом са највећом зарадом ове недеље. Следеће недеље, филм је пао на треће место у благајнама где је зарадио 4.851.921 долара победивши Опус господина Холанда и Кревет од ружа. Од сумрака до свитања је зарадио 25.836.616 долара у Сједињеним Америчким Државама и 33.500.000 долара на међународном нивоу, са зарадом од 59.336.616 долара широм света.
Дана 1. маја 1996. филм је забрањен у Ирској; Шеф Одбора за цензуру ирског филма Шејмус Смит навео је његово "неодговорно и потпуно неоправдано" насиље, за које је сматрао да је било посебно неблаговремено након недавних масакра у Данблејну и Порт Артуру. Дана 27. јануара 2004. видео издање је прошло са сертификатом 18.

## Пријем
На веб локацији агрегатора рецензија Rotten Tomatoes, 62% од 50 критика критичара је позитивно, са просечном оценом 5,99/10. Консензус веб-сајта гласи: „Хибрид криминалне драме и вампирског филма, Од сумрака до свитања је неуједначен, али често у делиријуму пријатан Б-филм.“ Metacritic, који користи пондерисани просек, доделио је филму оцену од 48 поена. од 100, на основу 15 критичара, што указује на „мешовите или просечне критике“. Публика коју је анкетирао Cinemascore дала је филму просечну оцену „Б-“ на скали од А+ до Ф.
Роџер Иберт је филму дао три од четири звездице и описао га као „вешту акциону екстраваганцију са месом и кромпиром са неким додатним финим детаљима“. У својој рецензији за The New York Times, Јанет Маслин је написала: „Последњи део Од сумрака до зоре је толико неумољив да је као да је отвор укључен, а затим сломљен. Иако су неки од трикова забавно постављени, филм губи своју паметну оштрину када се његова радња загреје тако језиво и експлоататорски да нема времена за разговор.“ Entertainment Weekly је филму дао оцену „Б“, а Овен Глеиберман је написао: „Родригеz и Тарантино су узели цинизам „нека једу смеће“ модерног корпоративног прављења филмова и препаковали га у „став“ који је свестан смећа. У Од сумрака до свитања приредили су такву представу кувања кокица да повлађивање публици изгледа модерно.“ Међутим, у својој рецензији за The Washington Post, Десон Хау је написао: „Филм, који се према вама односи с презиром чак и када га гледате, споменик је сопственом недостатку маште. То је тријумф подлоге над садржајем; безумни нихилизам који се представља као хипност“ Стив Биодровски из часописа Cinefantastique је написао: „Док се могло разумно очекивати да ће комбинација Квентина Тарантина и Роберта Родригеза дати критичну масу нуклеарних пропорција, уместо забаве вредне атомске ватрене лопте, добијамо дугачак фитиљ, прилично мало сипање и прилично мањи прасак". У својој рецензији за San Francisco Chronicle, Мик ЛаСал је назвао филм „ружним, непријатним филмом о криминалцима који се на пола пута претвара у досадну и потпуно одбојну вампирску 'комедију'. Ако то није један од најгорих филмова 1996. године, то ће бити једна јадна година.“ У рецензији Марка Савлова за Austin Chronicle, он је написао: „Љубитељи Мерцхант Ивори -а ће учинити добро да се клоне Родригезовог најновијег опуса, али и љубитељи акционих и хорор филмова имају разлога за славље након онога што изгледа као посебно дуга суша. Ово је хорор са намигивањем и климањем у биоскопима и знојним задњим седиштима. Овако се то ради“.

### Награде и номинације
| Награда                   | Категорија               | Предмет            | Резултат  |
| ------------------------- | ------------------------ | ------------------ | --------- |
| Fangoria Chainsaw Award   | Најбољи глумац           | Џорџ Клуни         | Освојено  |
| МТВ филмске награде       | Најбољи продорни учинак  | Џорџ Клуни         | Освојено  |
| Награда Сатурн            | Најбољи глумац           | Џорџ Клуни         | Освојено  |
| Награда Сатурн            | Најбољи хорор филм       | Најбољи хорор филм | Освојено  |
| Награда Сатурн            | Најбоља шминка           | Најбоља шминка     | Номинован |
| Награда Сатурн            | Најбољи режисер          | Роберт Родригез    | Номинован |
| Награда Сатурн            | Најбоља споредна глумица | Џулијет Луис       | Номинован |
| Награда Сатурн            | Најбољи споредни глумац  | Харви Кејтел       | Номинован |
| Награда Сатурн            | Најбољи споредни глумац  | Квентин Тарантино  | Номинован |
| Награда Сатурн            | Најбољи сценарио         | Квентин Тарантино  | Номинован |
| Награда Златна малина     | Најбољи споредни глумац  | Квентин Тарантино  | Номинован |
| Stinkers Bad Movie Awards | Најбољи споредни глумац  | Квентин Тарантино  | Номинован |

## Музика
Музика садржи углавном тексашки блуз извођача као што су ЗЗ Топ и браћа Стиви Реј и Џими Вон на одвојеним нумерама. Чикано рок бенд Tito & Tarantula, који је глумио бенд у Titty Twister-у, такође се појављује. Музику за филм написао је Грем Ревел.„ Dark Night “ групе The Blasters игра преко уводне и завршне шпице филма.

## Видео игре
Видео игрица истог имена објављена је за Виндовс 2001. године. Заснован је на догађајима који се дешавају непосредно након завршетка филма.

## Наставак и преднаставак
После Од сумрака до свитања су уследила два дела директно на видео, наставак Од сумрака до свитања 2: Тексашки крвави новац (1999) и преднаставак Од сумрака до свитања 3: Вјешалачка ћерка (2000). Обојицу су критичари лоше примили. Дени Трехо је једини глумац који се појављује у сва три дела, иако се Мајкл Паркс појављује и у Од сумрака до свитања и у Вјешалој кћери. Родригез, Тарантино и Лоренс Бендер били су продуценти у сва три филма.

## Телевизија
Дана 17. марта 2014, телевизијска серија инспирисана филмовима премијерно је приказана на мрежи Ел Реи, коју је продуцирао и режирао Родригез. Емисија је имала за циљ да истражи и прошири ликове и причу из филма, пружајући шири обим и богатију митологију Астека.
Серија је завршила производњу 2016. године, а Deadline Hollywood је известио да су глумци ослобођени уговора од 31. октобра 2016.

## Зарада
- Зарада у САД - 25.836.616 $